# 职场攻心计
《职场攻心计》是由BEC STUDIOS制作并与Veladee 2020 Company Limited的戏剧制作人皮雅瓦迪·玛丽侬（Tu）合作，演员查莉达·薇吉翁彤（MintC）以及查侬·散顶腾古（Nonkul）领衔主演的泰国职场爱情喜剧，2023年11月23日起在Amazon Prime Video率先播出，后于2024年5月22日起每周三周四晚上8时40分通过泰国第3电视台播出，是泰国首部先网后台播的电视剧集。

## 剧情简介
艾丽丝是一个看似坚强自信且嘴尖嘴利的女人，她必须自己赚钱养家。与此同时，前工程师Mes设计的建筑突然倒塌，他的自此人生就跌入谷底。同名在同一家为银行打工。他们两人需要在国家财政形势和同事的双重压力下工作，而他们的同事却为了成就而玩弄肮脏的伎俩......

## 演员阵容
- 查莉达·薇吉翁彤 饰演 艾丽丝（Alice）
- 查侬·散顶腾古 饰演 Mes，落入人生谷底的前工程师
- 赛克赛特·唐通
- 皮缇·佟泽
- 芮塔·彭安
- 查薇拉可·万塔娜皮希固